# Lauren Conrad
Lauren Kathrine Conrad (ur. 1 lutego 1986 roku w Laguna Beach) – amerykańska osobowość telewizyjna, aktorka i projektantka mody. Szerzej znana z reality show MTV Laguna Beach: The Real Orange County oraz jego kontynuacji, The Hills.

## Życiorys
Lauren Conrad urodziła się w Laguna Beach jako pierwsze z trójki dzieci Katherine i Jamesa Conrad.
Celebrytka uczęszczała w pierwszym semestrze na zajęcia do Academy of Art University w San Francisco, skąd przeniosła się do Los Angeles, aby studiować w Fashion Institiute of Design and Merchandising. Równolegle rozpoczęła pracę w Teen Vouge. MTV rozpoczęło filmowanie Conrad w nowej serii odcinków The Hills, które zostały wyemitowane w 2005 roku.
Drugi sezon The Hills powstawał późnym latem 2006 roku do lutego 2007. Sezon 5 rozpoczął się w styczniu 2009 roku, a swoją premierę miał 6 kwietnia 2009. Conrad zapowiedziała, że jest to jej ostatni sezon The Hills. Po jej odejściu z serialu, The Hills kontynuowano, realizując 10 dodatkowych odcinków dla sezonu 5., gdzie miejsce Lauren Conrad zajęła Kristin Cavallari – była gwiazda Laguna Beach: The Real Orange County.
Conrad jest autorką kolekcji "The Lauren Conrad Collection". Pierwszy pokaz jej projektów miał miejsce podczas tygodnia mody Mercedesa Benz w Los Angeles w Smashbox Studios w marcu 2008 roku.
W styczniu 2007 roku jej imieniem nazwano linię kosmetyków marki Avon, przeznaczoną dla młodych kobiet.

## Role telewizyjne i filmowe
| rok)      | Tytuł                                | Rola        | Notatka        |
| --------- | ------------------------------------ | ----------- | -------------- |
| 2004-2005 | Laguna Beach: The Real Orange County | ona sama    | 26 epizodów    |
| 2007      | Epic Movie                           | ona sama    | film fabularny |
| 2007      | Legally Blonde: The Musical          | MTV odcinek | musical        |
| 2006-     | The Hills                            | ona sama    | 40 epizodów    |